# IC 2527
IC 2527 — галактика типу Sbc (компактна витягнута спіральна галактика) у сузір'ї Малий Лев.
Цей об'єкт міститься в оригінальній редакції індексного каталогу.